# Arnö landskommun
Arnö landskommun var en tidigare kommun i Uppsala län. 

## Administrativ historik
Kommunen inrättades i Arnö socken i Trögds härad i Uppland när 1862 års kommunalförordningar trädde i kraft 1863. 
Redan före den första av 1900-talets två genomgripande kommunreformer i Sverige upphörde denna kommun. Kommunen (och motsvarande församling) upplöstes år 1943 och området delades upp på de dåvarande kommunerna Kungs-Husby, Vallby och Aspö, den sistnämnda i Södermanlands län.
Sedan kommunreformen 1971 ingår området i Enköpings kommun och Strängnäs kommun.